# Паспорт гражданина Румынии

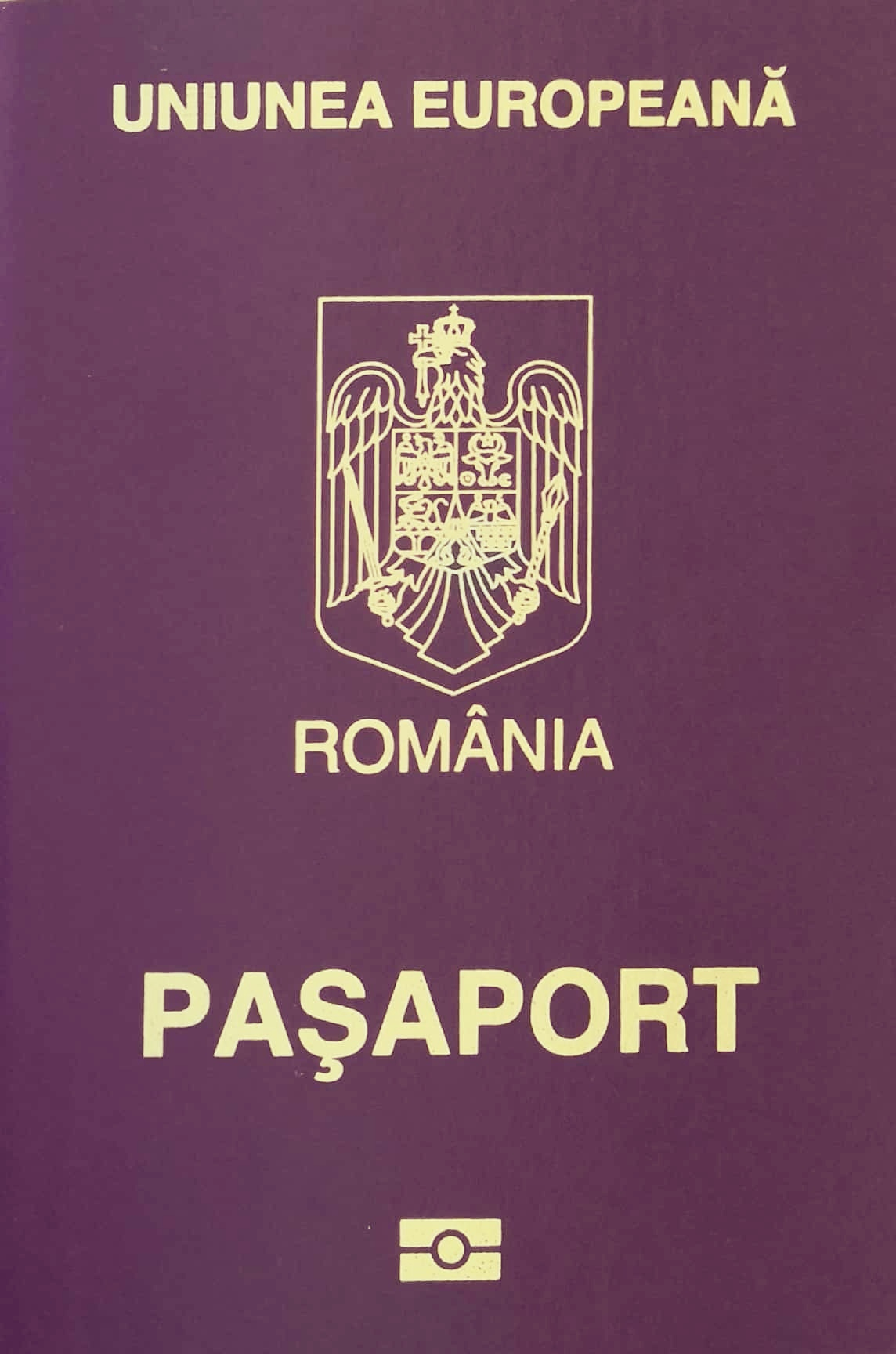
Биометрический паспорт гражданина Румынии

Паспорт гражданина Румынии — общегражданский документ удостоверяющий личность гражданина Румынии и подтверждающий гражданство Европейского союза, как на территории, так и за пределами румынского государства.
Обладание данным документом является одним из эксклюзивных прав, законодательно закрепленным исключительно за гражданами Румынии. Паспорт является собственностью румынского государства.
Данный документ выполнен в общепринятом международном формате и признаётся на территории всех государств, признающих государство Румыния.
Современный формат этого документа обладает ставшим стандартом набор идентифицирующих данных и их расположением для удобства восприятия, также символьными строками в нижней части информационной страницы для машинного чтения, сканирования личных данных, соответствующими устройствами, повсеместно используемыми при регистрации на рейс в аэропортах, при прохождении паспортного контроля и в прочих пунктах массовой проверки международных паспортов. Также долгосрочные паспорта комплектуются микросхемой стандарта ISO/IEC 14443 с записью биометрических данных удостоверяемой личности.
Правом на выдачу документа уполномочен министр внутренних дел Румынии, делегирующий эту функцию государственной службе по выпуску и учёту простых паспортов (Serviciul Public Comunitar pentru Eliberarea şi Evidenţa Paşapoartelor Simple).
Выпуск биометрических паспортов начался 31 декабря 2008 года и со временем стал повсеместным. Паспорт с биометрической функцией обозначается двумя буквами - "PE" в графе "тип", в оглавлении информационной страницы.
С 31 марта 2024 года, после вступления Румынии в Шенгенскую зону, румынский паспорт позволяет передвигаться без таможенных процедур по всей территории Шенгена.

## Виды документа и цвета обложек

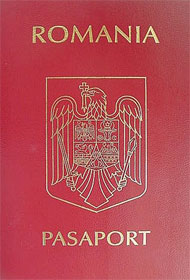
Старый образец паспорта

Дипломатический паспорт (Pașaport Diplomatic) - обладает зеленой обложкой.
Служебный (Pașaport de Serviciu) - обладает синей обложкой
Общегражданский (Pașaport) - обладает красной обложкой

## Внешний вид
Обычные румынские паспорта бургундско-красного цвета с гербом Румынии, расположенным в центре первой обложки. Слова «Румыния» и «паспорт» находятся сверху и снизу герба (на румынском без диакритических знаков). Информационная страница, идентифицирующая владельца паспорта и орган власти, выпустивший паспорт, находится на первой странице без номера (румынский паспорт содержит 32 страницы, информация написана на 32-й странице паспорта). Последнюю страницу владелец паспорта заполняет данными, относящимися к человеку (людям), с которыми можно связаться в случае крайней необходимости. На обратной стороне первой обложки находятся инструкции для владельца паспорта, как следует использовать паспорт и как его использовать не следует.
Необходимо отметить, что для перемещения внутри Европейского союза может быть использована идентификационная карта.

### Страница идентификационной информации
Паспорт гражданина Румынии содержит следующую информацию:
- Фотография владельца паспорта
- Тип (P) - обычный паспорт или (PE) - биометрический, электронный паспорт
- Код страны (ROU)
- Номер паспорта
- Фамилия
- Имя
- Гражданство (ROMANA)
- Дата рождения
- Персональный номер
- Пол
- Место рождения
- Дата выпуска
- Дата прекращения годности
- Орган власти, выдавший паспорт
- Подпись владельца

Информационная страница заканчивается машиносчитываемой зоной.

### Языки
Информационная страница напечатана на румынском, английском и французском языках

## Способы оформления румынского паспорта
Законодательством Румынии предусмотрено несколько способов получения гражданства Румынии:

### Натурализация
Процесс оформления гражданства в другой стране. Иммигрант, может получить паспорт Румынии при соблюдении ряда условий:
- Пройти квалификационный период. Прожить на территории страны более 10 лет (сначала получить ВНЖ, затем - ПМЖ, в завершение – гражданство);
- Изучить культуру и язык Румынии, пройти государственный экзамен;
- Отказаться от первого гражданства.

Основаниями для натурализации являются:
- Брак с гражданином/гражданкой Евросоюза;
- Воссоединение с семьёй;
- Покупка недвижимости;
- Инвестирование в экономику страны-участницы ЕС;
- Официальное трудоустройство;
- Регистрация бизнеса на территории Евросоюза.

### Репатриация
Программа создана для иностранцев с румынским происхождением. Согласно Закону о гражданстве Румынии №21 ст. 11 наличие у иммигранта румынских корней позволяет получить гражданство Румынии по специальной программе. Родственники до 3-го колена человека, проживавшего на территории Румынии с 1918 до 1940 год, считаются румынскими гражданами.
Чтобы приобрести паспорт, претенденту необходимо:
- Быть совершеннолетним (+18);
- Предоставить подтверждение румынской принадлежности;
- Отсутствие судимостей и депортаций;
- Базовое знание румынского языка.

После подачи документов в министерстве юстиций в Бухаресте, человек получает номер DOSAR по которому может отслеживать ход своего дела. После выхода в приказ репатриант сдает присягу на верность Румынии и получает сертификат о восстановлении гражданства.

## Страны, с которыми установлен безвизовый режим (для обычных паспортов)

### Африка
| - Бенин - Буркина-Фасо1 4 - Бурунди1 - Канарские острова - Сеута - Кабо-Верде1 - Коморы5 Архивная копия от 7 марта 2020 на Wayback Machine - Джибути1 - Египет1 - Гамбия6 Архивная копия от 12 марта 2020 на Wayback Machine | - Кения1 - Мадагаскар1 - Мадейра - Мелилья - Маврикий - Марокко - Майотта - Мозамбик1 - Реюньон | - Остров Святой Елены - Сейшельские Острова1 - Танзания - Того1 - Тунис - Уганда1 - Замбия - САДР³ |

### Америка
| - Антигуа и Барбуда - Аргентина - Аруба - Багамские Острова - Барбадос - Белиз - Бразилия - Виргинские Острова (Великобритания) - Чили - Канада - Колумбия - Коста-Рика - Доминика - Доминиканская Республика² - Эквадор | - Сальвадор² - Фолклендские острова - Гвиана - Гренландия - Гренада - Гваделупа - Гватемала - Гаити - Гондурас - Ямайка1 - Мартиника - Мексика - Нидерландские Антильские острова | - Никарагуа - Парагвай - Перу - Сен-Бартельми - Сент-Китс и Невис - Сент-Люсия - Синт-Мартен - Сен-Мартен - Сен-Пьер и Микелон - Сент-Винсент и Гренадины - Тринидад и Тобаго - Теркс и Кайкос - Уругвай - Венесуэла |

### Азия
| - Армения1 - Азербайджан1 - Бангладеш1 - Бруней - Камбоджа1 - Грузия - Гонконг - Индонезия1 - Иран1 - Израиль - Лаос1 - Ливан - Макао - Малайзия - Мальдивы - Монголия1 - Непал1 - Оман1 | - Государство Палестина³ - Филиппины - Сингапур - Республика Корея - Шри-Ланка - Восточный Тимор1 - Таиланд7 - Турция - Йемен1 - Япония - ОАЭ |

### Европа
Неограниченный доступ с действующей национальной идентификационной картой, также возможен въезд по паспорту
| - Албания - Андорра - Босния и Герцеговина - Фарерские острова - Великобритания - Гернси - Исландия - Остров Мэн | - Джерси - Косово Архивная копия от 2 сентября 2017 на Wayback Machine - Лихтенштейн - Северная Македония - Монако - Черногория - Норвегия | - Сан-Марино - Сербия - Швейцария - Ватикан - Украина - въезд только по паспорту |

### Австралия и Океания
| - Австралия — требуется eVisitor - Острова Кука - Фиджи - Французская Полинезия - Кирибати - Маршалловы Острова - Микронезия - Новая Каледония - Новая Зеландия | - Ниуэ - Остров Норфолк - Палау1 - Самоа - Тувалу1 - Тонга1 - Токелау³ - Вануату - Уоллис и Футуна |

1 — Виза оформляется по прибытии

2 — По прибытии требуется купить туристическую карту за 10 долларов

3 — Официально регулирование не производится, де-факто применяются правила, аналогичные безвизовому режиму, как и в странах, контролирующих эту территорию

4 — Только в исключительных случаях виза может быть оформлена при прибытии в страну с представителем Буркина Фасо

5 — Бесплатная 24-часовая транзитная виза оформляется по прибытии в аэропорт. В течение 24 часов должна быть обменена на полную визу в представительстве иммиграции в Морони. 

6 — в порте прибытия оформляется 24-72 часовой транзитный документ. Должен быть обменян в отделе иммиграции в Банжуле на полную визу, действующую по крайней мере ещё 1 месяц.

7 — можно получить 15-дневную визу по границе за 1000 тайских бат; требуется одно фото